# Venere di Milo
L'Afrodite di Milo, meglio conosciuta come Venere di Milo, è una delle più celebri statue greche.
Si tratta di una scultura greca di marmo pario alta 202 cm priva delle braccia e del basamento originale, che è conservata al Museo del Louvre di Parigi.
Sulla base di un'iscrizione riportata sul basamento andato perduto si ritiene che si tratti di un'opera dello scultore Alessandro di Antiochia anche se in passato alcuni la attribuirono erroneamente a Prassitele.

## Storia

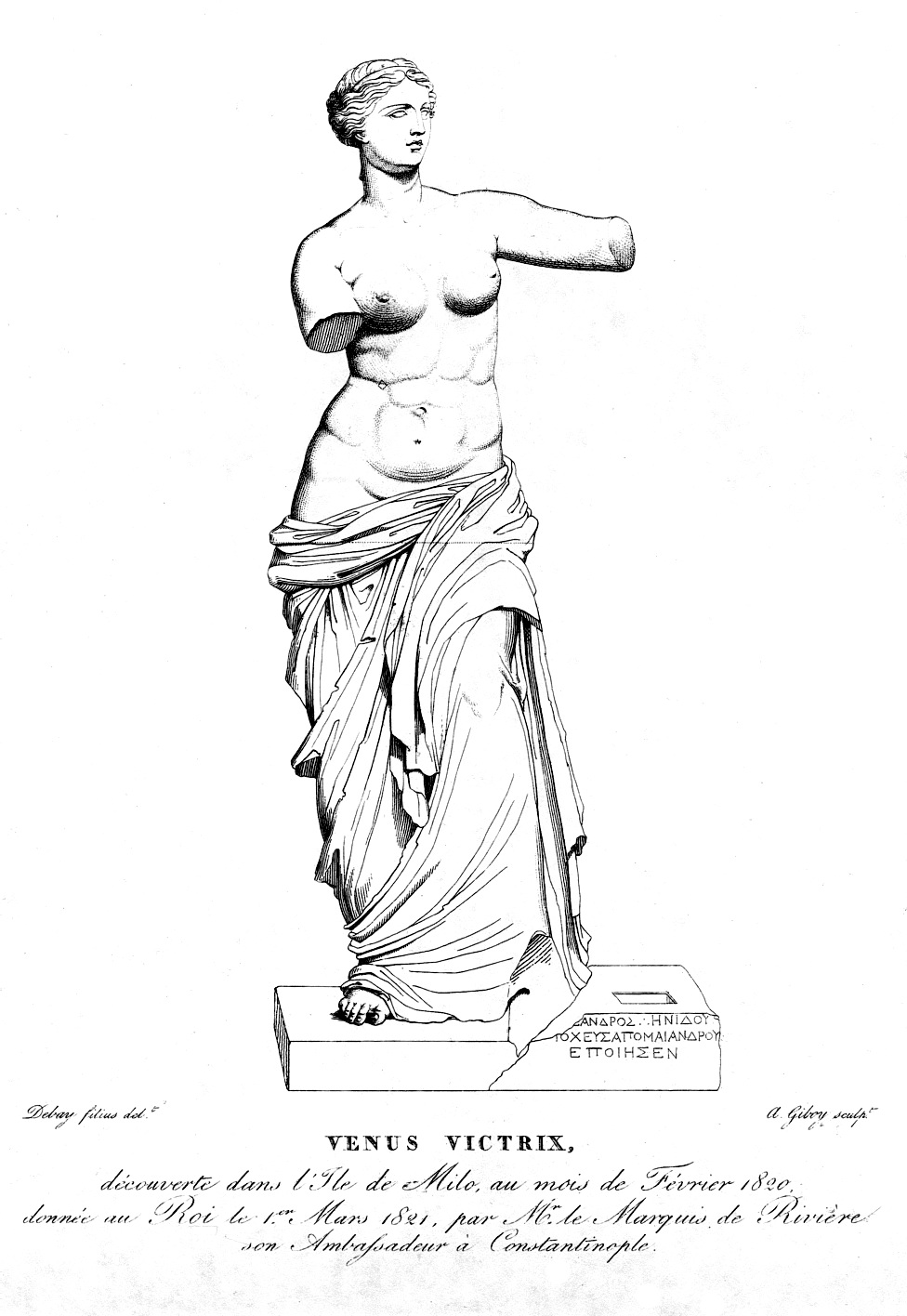
Disegno della statua con l'iscrizione sul plinto mancante (Debay, 1821)

La Venere di Milo risale al 130 a.C. circa: è dunque un'opera ellenistica, sebbene si tratti di una scultura che fonde i diversi stili dell'arte del periodo classico.
Venne ritrovata spezzata in due parti nel 1820 sull'isola greca di Milo in un  suo terreno da un contadino talvolta indicato come Georgios Kentrotas, altrimenti come Theodoros Kentrotas e più raramente come Botonis,  di mestiere un "valutatore del valore dei campi", cioè qualcosa come un mediatore dell'epoca. Kentrotas nascose l'opera la quale fu poi tuttavia sequestrata da alcuni ufficiali turchi. Un ufficiale della marina francese, Olivier Voutier, ne riconobbe il pregio e grazie alla mediazione di Jules Dumont d'Urville e del Marchese di Rivière, ambasciatore francese presso gli Ottomani, riuscì a concluderne l'acquisto. Dopo alcuni interventi di restauro, la Venere di Milo fu presentata al re Luigi XVIII nel 1821 e collocata al museo del Louvre, dove è tuttora conservata.
La grande fama raggiunta dall'opera nel XIX secolo non fu dovuta soltanto alla sua bellezza e alla sua perfezione, ma anche alla "propaganda" delle autorità francesi. Nel 1815, infatti, la Francia dovette restituire la Venere de' Medici agli italiani, dopo che questa era stata portata in Francia tra le spoliazioni napoleoniche. La Venere di Milo, dunque, venne "sponsorizzata" dai francesi per rimpiazzare così la perdita dell'altra opera.
Celebrata da artisti e critici, la Venere di Milo fu da molti considerata una delle più significative rappresentazioni della bellezza femminile; l'unico che si distinse fu Pierre-Auguste Renoir che la liquidò definendola "un gran gendarme".

## Dubbi sull'attribuzione della statua alla figura di Venere
La statua, che si ritiene raffiguri la dea greca Afrodite (Venere per i Romani) non presenta tuttavia segni caratteristici tali da permettere una sicura corrispondenza con la Dea (come ad esempio l'elmo di Atena o l'arco di Artemide). Per questo motivo, in epoca successiva alla sua attribuzione, si è ipotizzato che la statua potesse invece rappresentare la dea del mare Anfitrite, sposa di Poseidone, il cui culto era molto diffuso sull'isola di Milo al tempo in cui la statua venne scolpita. 

## Descrizione e stile
La dea si leva stante col busto nudo fino all'addome e le gambe velate da un fitto panneggio. Il corpo compone una misurata tensione che richiama un tipico chiasmo di derivazione policletea. Il modellato è reso con delicate suggestioni chiaroscurali, col contrasto tra il liscio incarnato nudo e il vibrare della luce nei capelli ondulati e nel panneggio increspato della parte inferiore.
Non si conosce precisamente quale episodio mitologico della vita di Venere venga rappresentato: si ritiene possa essere una raffigurazione della Venus Victrix che reca il pomo dorato a Paride. Del resto, alcuni frammenti di un avambraccio e di una mano recante una mela sono stati ritrovati vicino alla statua stessa. In generale comunque colpisce l'atteggiamento naturale della dea, ormai lontana dalla compostezza "eroica" delle Veneri classiche dei secoli precedenti. Può essere accostata come atteggiamento alle statue di Afrodite di Capua e della Vittoria alata di Brescia.
Dopo il ritrovamento dell'opera, sono stati numerosi i tentativi di ricostruirne la posa originaria (una raffigurazione per opera di Adolf Furtwängler riproponente la forma originale dell'opera è pubblicata in un articolo di Kousser).

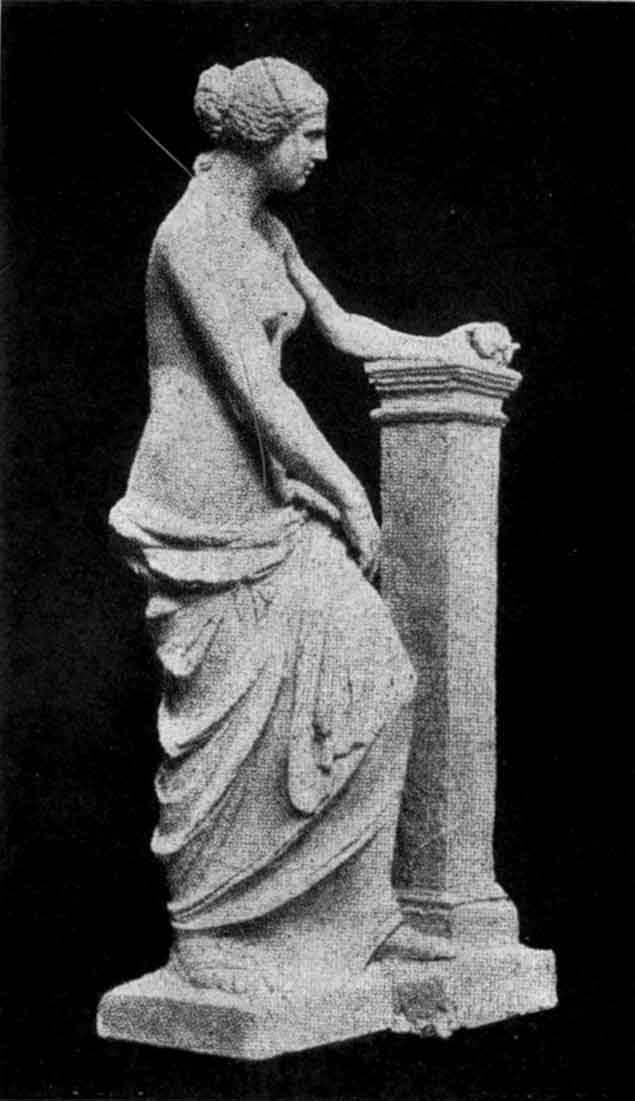
Possibile ricostruzione con le braccia (Furtwängler)

## Omaggi

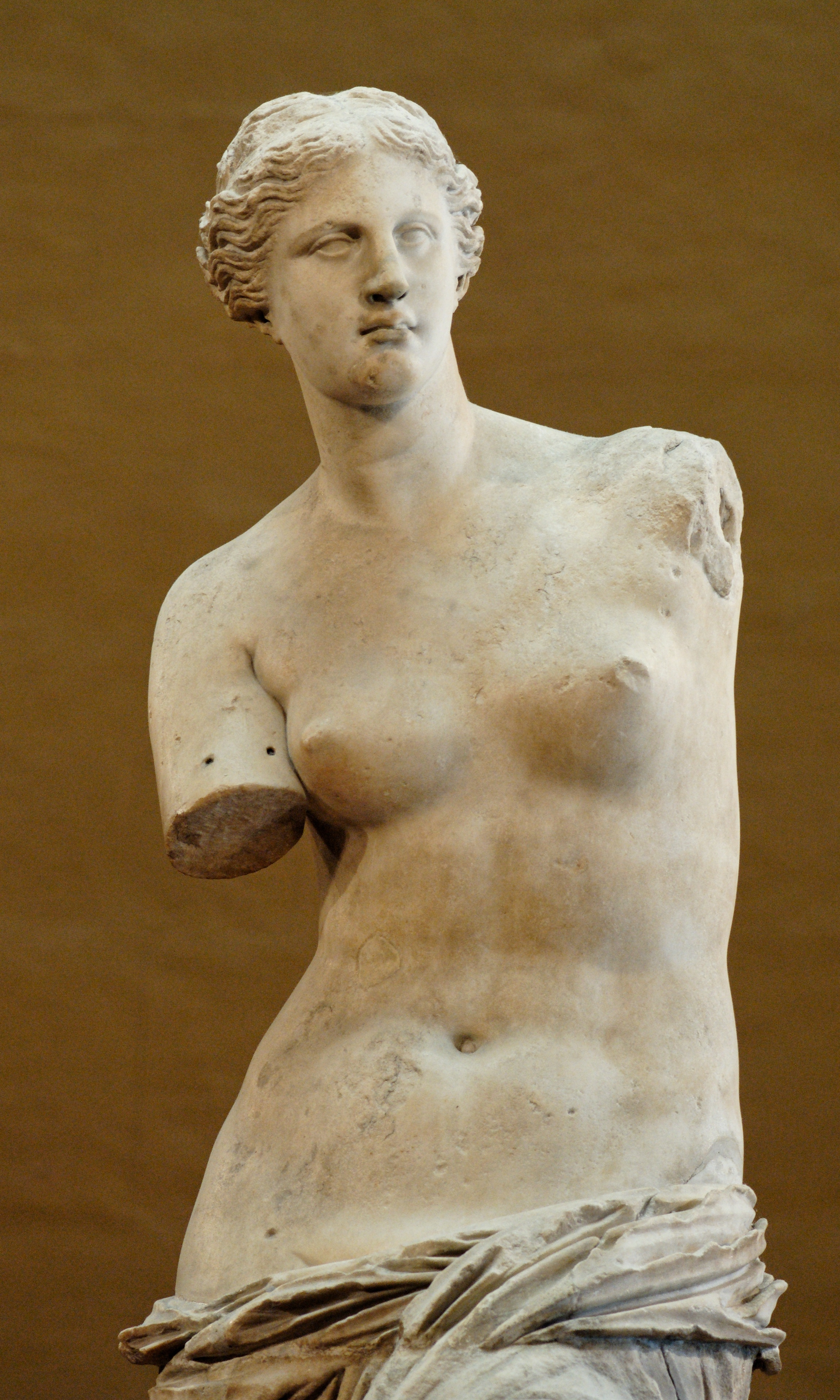
Dettaglio

- Nel celebre dipinto La Libertà che guida il popolo di Eugène Delacroix, la figura della Libertà Armata è modellata sulla figura della Venere di Milo, particolarmente ammirata dal pittore francese.
- La statua ha influenzato un'opera d'arte contemporanea, la Venere di Milo con cassetti di Salvador Dalí.[1]
- Nel film d'animazione Le 12 fatiche di Asterix, all'interno della sequenza della "Casa che rende folli", Obelix rompe inavvertitamente le braccia della Venere di Milo.
- Un riferimento alla Venere di Milo è stato inserito nel film The Dreamers in cui la protagonista appare nella sua stanza con degli alti guanti neri su di uno sfondo nero che, tramite un effetto ottico, sembra cancellarle le braccia.
- Nel nono episodio della sesta stagione della serie TV I Simpson, Homer ruba una rara caramella gommosa ispirata alla venere di Milo.
- Nell'album Marquee Moon dei Television c'è una canzone intitolata Venus in cui si cita la statua.
- Nel film Un matrimonio all'inglese la famiglia Whittaker possiede la Venere di Milo.
- Nel film Soul Surfer ove la ragazza trova consolazione nella Venere avendo lo stesso aspetto (senza un braccio).
- Nell'album Birth of the Cool di Miles Davis si trova un brano intitolato "Venus de Milo", composto da Gerry Mulligan.
- Nel film d'animazione Hercules il protagonista lancia una pietra alla statua rompendole le braccia.
- Nel manga Le bizzarre avventure di JoJo quest'opera viene citata dai personaggi Dio Brando a Pucci come esempio della perfezione artistica. In paragone al potere degli Stand. Il portatore, infatti, deve saper sfruttare al massimo il potere del suo Stand come gli artisti sanno, dal marmo, realizzare opere meravigliose come "la Venere di Milo".
- Nella canzone Consejo de sabios della band spagnola Vetusta Morla. Il testo dice "eri la Venere di Milo e io misi il mondo nelle tue braccia".
- Nella canzone Fiamme negli occhi del duo italiano Coma_Cose, presentata al Festival di Sanremo nel 2021. Il testo dice "metà una Venere di Milo che prova ad abbracciare un uomo".
- Nella canzone Però il rinoceronte contenuta nell'album Cosa Succederà Alla Ragazza di Lucio Battisti e scritta da Pasquale Panella. Il testo dice "Il gusto si fa estivo a mezze maniche esaminando la Venere di Milo".
- Nella serie TV I segreti di Twin Peaks è presente una copia della statua all'interno della Loggia nera.